# Sushant Singh Rajput
Sushant Singh Rajput (Patná, 21 de janeiro de 1986 – Mumbai, 14 de junho de 2020) foi um ator indiano, mais conhecido por seu trabalho no cinema hindi. Ele estrelou uma série de filmes de Bollywood de sucesso comercial, como M.S. Dhoni: The Untold Story (2016), Kedarnath (2018) e Chhichhore (2019). Devido à sua contribuição para a indústria cinematográfica, ele recebeu um Screen Award e foi indicado ao Filmfare Awards em duas ocasiões.
Rajput começou sua carreira depois de abandonar o curso de engenharia na Delhi College of Engineering e entrar na indústria do teatro em Mumbai. Ele passou a participar de seriados de televisão hindi; seu programa de estreia foi o drama romântico Kis Desh Mein Hai Meraa Dil (2008), seguido pelo papel principal na novela Pavitra Rishta (2009–2011). Ele fez sua estreia em Bollywood na adaptação para o cinema Kai Po Che! (2013), que se tornou um sucesso comercial e crítico.
Rajput morreu após se suicidar em sua casa em Bandra, Mumbai em 14 de junho de 2020, aos 34 anos. Seu último filme, Dil Bechara (2020), foi lançado postumamente na plataforma de streaming Hotstar.

## Morte
Em 14 de junho de 2020, Rajput, aos 34 anos, foi encontrado morto, enforcado no ventilador de teto em sua casa em Bandra, Mumbai. Ele teria mostrado sinais de depressão clínica e estava sofrendo de transtorno bipolar. A Polícia de Mumbai iniciou uma investigação, afirmando que a morte estava sendo tratada como suicídio. O relatório post mortem afirmou que a causa da morte foi "asfixia devido a enforcamento" e um "caso claro de suicídio". Os médicos da autópsia estabeleceram a hora da morte de 10 a 12 horas antes do exame post mortem em 14 de junho às 23h30 — ou seja, entre 11h30 e 13h30. A possibilidade de assassinato foi descartada. O relatório das vísceras também descartou essa possibilidade. Em 25 de julho, a família de Rajput apresentou um primeiro relatório de informação à polícia em Patná, onde seu pai mora, acusando Rhea Chakraborty e cinco outras pessoas de cumplicidade de suicídio.

## Prêmios e indicações
| Ano  | Prêmio                                   | Categoria                            | Filme ou série              | Resultado | Ref.   |
| ---- | ---------------------------------------- | ------------------------------------ | --------------------------- | --------- | ------ |
| 2009 | Indian Telly Awards                      | Ator Mais Popular (Masculino)        | Pavitra Rishta              | Indicado  | [ 16 ] |
| 2010 | Indian Television Academy Awards         | Ator Mais Popular (Masculino)        | Pavitra Rishta              | Venceu    | [ 17 ] |
| 2010 | BIG Star Entertainment Awards            | Melhor Ator de Televisão (Masculino) | Pavitra Rishta              | Venceu    | [ 18 ] |
| 2010 | Gold Awards                              | Melhor Ator em um Papel Principal    | Pavitra Rishta              | Venceu    | [ 19 ] |
| 2011 | Gold Awards                              | Melhor Ator em um Papel Principal    | Pavitra Rishta              | Venceu    | [ 20 ] |
| 2011 | FICCI Frames Excellence Honours          | Melhor Ator de Televisão (Masculino) | Pavitra Rishta              | Venceu    | [ 21 ] |
| 2014 | Producers Guild Film Awards              | Melhor Estreia Masculina             | Kai Po Che!                 | Venceu    | [ 22 ] |
| 2014 | Producers Guild Film Awards              | Melhor Ator em um Papel Principal    | Kai Po Che!                 | Indicado  | [ 23 ] |
| 2014 | Screen Awards                            | Melhor Estreia Masculina             | Kai Po Che!                 | Venceu    | [ 24 ] |
| 2014 | Zee Cine Awards                          | Melhor Estreia Masculina             | Kai Po Che!                 | Indicado  | [ 25 ] |
| 2014 | IIFA Awards                              | Melhor Ator em um Papel Principal    | Kai Po Che!                 | Indicado  | [ 26 ] |
| 2014 | Filmfare Awards                          | Melhor Ator de Estreia               | Kai Po Che!                 | Indicado  | [ 27 ] |
| 2016 | Screen Awards                            | Melhor Ator (Crítica)                | M.S Dhoni: The Untold Story | Venceu    | [ 28 ] |
| 2017 | Filmfare Awards                          | Melhor Ator                          | M.S Dhoni: The Untold Story | Indicado  | [ 29 ] |
| 2017 | Zee Cine Awards                          | Melhor Ator – Masculino              | M.S Dhoni: The Untold Story | Indicado  | [ 30 ] |
| 2017 | Stardust Awards                          | Melhor Ator                          | M.S Dhoni: The Untold Story | Indicado  | [ 31 ] |
| 2017 | International Indian Film Academy Awards | Melhor Ator (Masculino)              | M.S Dhoni: The Untold Story | Indicado  | [ 32 ] |
| 2017 | Indian Film Festival of Melbourne        | Melhor Ator                          | M.S Dhoni: The Untold Story | Venceu    | [ 33 ] |